# فرودگاه بین‌المللی پنساکولا
 فرودگاه بین‌المللی پنساکولا (به انگلیسی: Pensacola International Airport) یک فرودگاه همگانی بهره‌برداری هوایی با کد یاتا PNS است که یک باند فرود آسفالت دارد و طول باند آن ۲۱۳۴ متر است. این فرودگاه در کشور ایالات متحده آمریکا قرار دارد و در ارتفاع ۳۷ متری از سطح دریا واقع شده است.